# Sęczowina
Sęczowina, szyszcze (Conocarpus) – rodzaj roślin z rodziny trudziczkowatych (Combretaceae). Obejmuje dwa gatunki. C. erectus rośnie na wybrzeżach zachodniej Afryki (od Senegalu na północy po Angolę na południu) oraz na atlantyckich i pacyficznych wybrzeżach kontynentów amerykańskich (od Meksyku i Florydy na północy po Peru i południową Brazylię na południu, jako gatunek introdukowany na Hawajach i wyspach Feniks. C. lancifolius pochodzi z Somalii, jako introdukowany rośnie w Erytrei i Jemenie.
Szeroko rozprzestrzeniony C. erectus jest częstym składnikiem lasów namorzynowych, nierzadko dominując w ich położonej już na lądzie części. Roślina garbnikodajna (kora zasobna w taniny), z drewna wypala się węgiel drzewny, sadzona także jako roślina żywopłotowa (np. na Florydzie). Wschodnioafrykański C. lancifolius rośnie na piaskach (nie w namorzynach) i ze względu na odporność na susze i zasolenie sadzony bywa na terenach pustynnych w zadrzewieniach wiatrochronnych, także drzewo cieniodajne w miastach Bliskiego Wschodu, uprawiany bywa także do tworzenia topiar (np. w Kuwejcie). Jego liście (mimo garbników) stanowią paszę dla kóz, po skruszeniu bywają też używane jako trucizna na ryby. Twarde drewno jest trwałe w wodzie i jest stosowane jako konstrukcyjne, ale też jako opał.
Naukowa nazwa rodzajowa utworzona została z greckich słów κονος (konos), znaczącego „szyszka” i καρπος (karpos), znaczącego „owoc”.

## Morfologia
PokrójKrzewy i drzewa osiągające do 10 m wysokości (C. erectus) (największy okaz mierzący 11 m wysokości ma 530 cm obwodu i 21 m średnicy korony), a nawet 30 m (C. lancifolius), o pniu prosto wzniesionym lub pokładającym się. Nie wytwarzają pneumatoforów.
LiścieSkrętoległe. Pojedyncze, ogonkowe, wąskoeliptyczne lub eliptyczne o długości od 3 do 12 cm i szerokości od 1 do 3,5 cm, stopniowo zwężające się ku wierzchołkowi i nasadzie. Ogonek z parą siedzących gruczołków. Blaszka naga poza kępkami włosków w kątach wiązek przewodzących (domacjami).
KwiatyDrobne i zebrane w główki o średnicy kilku milimetrów, które z kolei zebrane są w szczytowe grona. Hypancjum owłosione. Kielich z 5 działkami. Płatków korony brak. Pręciki zwykle w dwóch okółkach w liczbie 10, rzadziej 5. W kwiatach żeńskich silnie zredukowane. Kwiaty barwy zielonkawej, żółtawej i białawej, słabo pachnące.
OwoceJednonasienne niełupki, spłaszczone i nieco oskrzydlone, zebrane w kulistawe, nieco szyszkopodobne owoce zbiorowe o długości 5–15 mm i szerokości 7–13 mm.

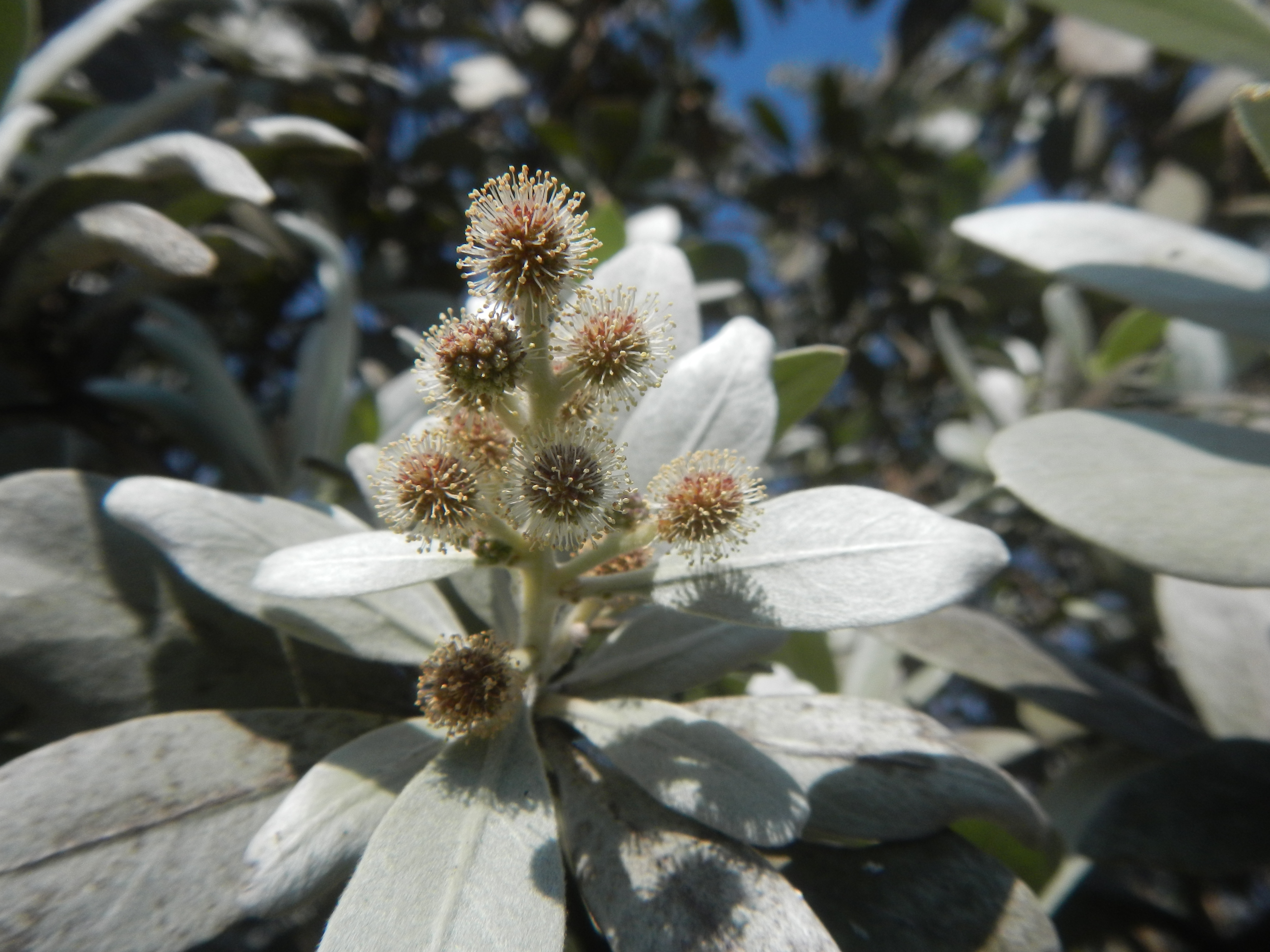
Kwiatostany C. erectus
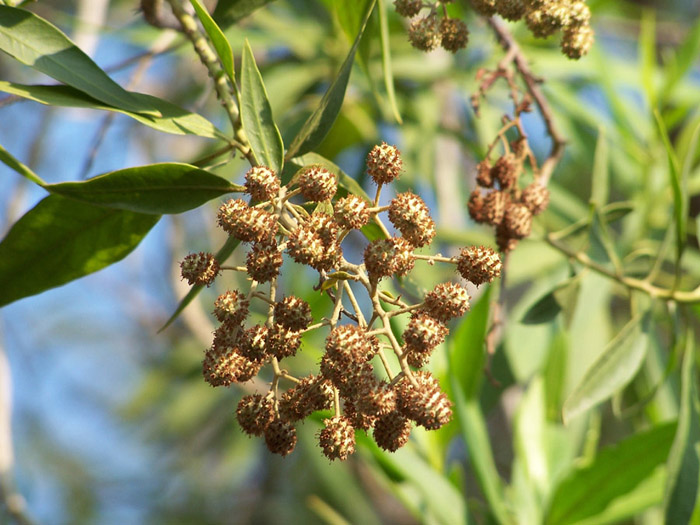
Owoce C. lancifolius
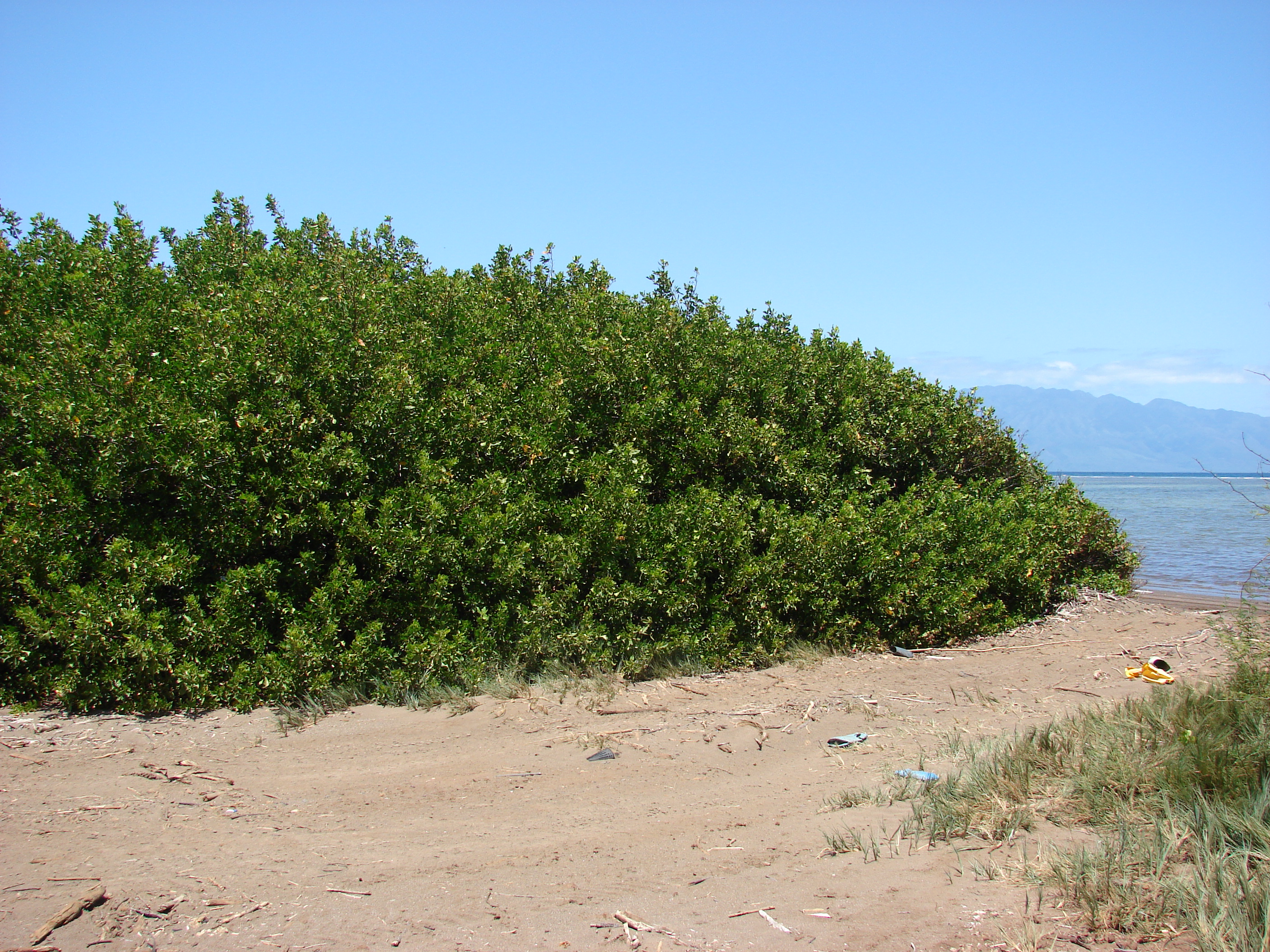
Zarośla C. erectus

## Systematyka
Rodzaj z podrodziny Combretoideae Beilschmied z rodziny trudziczkowatych (Combretaceae) z rzędu mirtowców.
Wykaz gatunków
- Conocarpus erectus L.
- Conocarpus lancifolius Engl.